# Macrinus
Marcus Opellius Macrinus (ca. 165 – 8. juni 218), kendt som Macrinus, var romersk soldaterkejser 217 – 218, hvis regering adskiller de to perioder med severiske kejsere i det Severiske dynasti.

## Historie
Hans baggrund er kun delvis kendt, han var mauretanier, uddannet sagfører men blev aldrig senator. Fra 212 fungerede han som gardepræfekt for prætorianergarden og som sådan arrangerede han mordet på Caracalla under tilbagetoget fra Parthien 217 og udråbtes til kejser. Grunden er uklar, visse kilder (Dio Cassius, Herodian) antyder at han søgte at komme kejserens egne mordplaner i forkøbet. Det lykkedes ham at redde hæren tilbage til Syrien efter at have betalt partherne erstatning.
Macrinus’ regering blev kun et mellemspil. Han opslog hovedkvarter i Syrien, hvor han søgte anerkendelse som hersker og prøvede at bedre økonomien ved nye love og overlod dermed initiativet til sine fjender i Rom. Caracallas moster Julia Mæsa og andre kvindelige repræsentanter for Severer-slægten fik hæren på deres side og opstillede Heliogabalus som ny tronkandidat, mens Macrinus blev upopulær i hæren ved sine spareplaner. Han besejredes i et slag ved Antiokia, blev fanget under flugten og henrettet.